# Andrzej Kosiński
Dr Andrzej Kosiński herbu Rawicz, ps. „Rawicz” (ur. 11 lutego 1890, zm. 8 czerwca 1946) – major lekarz Wojska Polskiego i Armii Krajowej.

## Życiorys
Przyszedł na świat w rodzinie ziemiańskiej o silnych tradycjach patriotycznych w Turanówce, powiat głuchowski, guberni czernihowskiej (Ukraina), jako syn Andrzeja, powstańca styczniowego, i Leokadii Emilii Mierzwińskiej.
Gimnazjum ukończył w Kursku w 1909. W 1916 ukończył studia medyczne na Uniwersytecie Kijowskim. W czasie studiów był prezesem Rady Starostw Wydziału Lekarskiego. Kierował strajkami młodzieży akademickiej. Parokrotnie aresztowany. Ranny w walkach rewolucyjnych w Rosji. W czasie I wojny światowej początkowo pracował w Czerwonym Krzyżu, a następnie w wojsku rosyjskim. Za męstwo otrzymał odznaczenia: Krzyż św. Jerzego 4. klasy, św. Włodzimierza 4. klasy bojowy i św. Stanisława 3. klasy bojowy.
W latach 1918–1919 był dowódcą oddziału walczącego w powiecie taraszczańskim przeciw bolszewikom. W 1920 r. wstąpił do Wojska Polskiego i uczestniczył w wojnie polsko-bolszewickiej. Za waleczność w bitwie pod Nawozem został przedstawiony do Krzyża Walecznych.
Do 1924 pracował jako lekarz wojskowy w stopniu kapitana ze starszeństwem z dniem 1 czerwca 1919 r. (w 1934 r. zajmował 269 lokatę na liście starszeństwa oficerów rezerwy sanitarnych), a następnie jako lekarz cywilny. Po zwolnieniu z wojska był dyrektorem szpitala sejmikowego w Zelwie (powiat Wołkowysk) oraz pozostawał oficerem rezerwy 1 Batalionu Sanitarnego. Organizator i prezes kola rolniczego w Zelwie oraz wiceprezes dozoru szkolnego. Od 1926 r. lekarz kasy chorych, szkolny i samorządowy w Łapach (woj. białostockie). W 1931 pełnił obowiązki inspektora lekarskiego w Urzędzie Wojewódzkim w Lublinie, a także członka Zarządu okręgu PCK i Towarzystwa Przeciwgruźliczego. W roku 1935 został naczelnikiem Wydziału Zdrowia Urzędu Wojewódzkiego w Stanisławowie (dziś Ukraina), gdzie organizował okręg PCK i został prezesem Towarzystwa Przeciwgruźliczego. W następnym roku pełnił obowiązki inspektora w Wydziale Pracy, Opieki i Zdrowia województwa lubelskiego. Od 1938 r. Naczelnik Wydział u Zdrowia Urzędu Wojewódzkiego w Białymstoku.
Od początku II wojny światowej w 110 rezerwowym pułku ułanów, następnie w Narodowej Organizacji Wojskowej (członek Komendy Głównej), a od 1942 w AK w stopniu majora. W latach 1941–1944 był szefem służby sanitarnej ZWZ/AK inspektoratu białostockiego. Był kierownikiem Wydziału Zdrowia w Okręgowej Delegaturze Rządu RP na Białostocczyznę. Za działalność w AK został odznaczony Złotym Krzyżem Zasługi z Mieczami. Po wkroczeniu do Białegostoku w 1944 wojsk sowieckich, aresztowany (sierpień 1944) i wywieziony do więzienia Lefortowo w Moskwie. Następnie poprzez więzienie w Charkowie trafił do obozu NKWD Riazań-Diagilewo, gdzie zmarł.